# E (константа)
e, познат као Ојлеров број или Неперова константа, основа је природног логаритма и један од најзначајнијих бројева у савременој математици, поред неутрала сабирања и множења 0 и 1, имагинарне јединице број i и броја пи. Осим што је ирационалан и реалан, овај број је још и трансцедентан. До тридесетог децималног места, овај број износи:
e ≈ 2,71828 18284 59045 23536 02874 71352...
То је основа природних логаритама. То је граница (1 + 1/n)n како се n приближава бесконачности, израз који се јавља у проучавању сложеног интереса. Такође се може израчунати као збир бесконачног низа
{\displaystyle e=\sum \limits _{n=0}^{\infty }{\frac {1}{n!}}=1+{\frac {1}{1}}+{\frac {1}{1\cdot 2}}+{\frac {1}{1\cdot 2\cdot 3}}+\cdots .}
То је такође јединствени позитивни број a такав да график функције y = ax има нагиб од 1 на x = 0.
(природна) експоненцијална функција f(x) = ex је јединствена функција f која је једнака сопственом изводу и задовољава једначину f(0) = 1; стога се e такође може дефинисати као f(1). Природни логаритам, или логаритам бази e, је инверзна функција природној експоненцијалној функцији. Природни логаритам броја k > 1 може се директно дефинисати као површина испод криве y = 1/x између x = 1 и x = k, у ком случају је e вредност k за коју је ова површина једнака један (погледајте слику). Постоје разне друге карактеристике.
Број e се понекад назива Ојлеровим бројем (не треба га мешати са Ојлеровом константом {\displaystyle \gamma }), по швајцарском математичару Леонхарду Ојлеру, или Напијеровом константом, по Џону Напијеру. Константу је открио швајцарски математичар Јакоб Бернули док је проучавао сложену камату.
Број e је од великог значаја у математици, поред 0, 1, π и i. Свих пет се појављују у једној формулацији Ојлеровог идентитета и играју важне и понављајуће улоге у математици. Као и константа π, e је ирационално (то јест, не може се представити као однос целих бројева) и трансцендентно (то јест, није корен ниједног полинома различитог од нуле са рационалним коефицијентима).

## Дефиниције
Број e се може представити као:
1. Гранична вредност бесконачног низа:
{\displaystyle e=\lim _{n\to \infty }\left(1+{\frac {1}{n}}\right)^{n}}
2. Сума бесконачног низа:
{\displaystyle e=\sum _{n=0}^{\infty }{\frac {1}{n!}}={\frac {1}{0!}}+{\frac {1}{1!}}+{\frac {1}{2!}}+{\frac {1}{3!}}+{\frac {1}{4!}}+\cdots }
Где је ! факторијел n.
3. Позитивна вредност која задовољава следећу једначину:
{\displaystyle \int _{1}^{e}{\frac {1}{t}}\,dt={1}}

Може се доказати да су наведена три исказа еквивалентна.
4. Овај број се среће и као део Ојлеровог идентитета:
{\displaystyle e^{\mathrm {i} \cdot \pi }=-1}

## Историја
Прве референце на константу објављене су 1618. године у табели додатка дела о логаритмима Џона Напијера. Међутим, ово није садржало саму константу, већ једноставно листу логаритама за основу {\displaystyle e}. Претпоставља се да је табелу написао Вилијам Оутред.
Откриће саме константе приписује се Јакобу Бернулију 1683, који је покушао да пронађе вредност следећег израза (који је једнак e):
{\displaystyle \lim _{n\to \infty }\left(1+{\frac {1}{n}}\right)^{n}.}
Прва позната употреба константе, представљене словом b, била је у преписци Готфрида Лајбница са Кристијаном Хајгенсом 1690. и 1691. године. Леонхард Ојлер је увео слово e као основу за природне логаритме, пишући у писму Кристијану Голдбаху 25. новембра 1731. Ојлер је почео да користи слово e за константу 1727. или 1728. године, у необјављеном раду о експлозивним силама у топовима, док је прво појављивање e у једној публикацији било у Ојлеровој Механици (1736). Иако су неки истраживачи користили слово c у наредним годинама, слово e је било чешће и на крају је постало стандардно.